# フランコ・カルボーニ
フランコ・エセキエル・カルボーニ（Franco Ezequiel Carboni、2003年4月4日 - ）は、アルゼンチン・ブエノスアイレス出身のサッカー選手。ヴェネツィアFC所属。ポジションはDF。

## クラブ経歴
2011年からCAラヌースの下部組織でサッカーを学んでいたが、2019年に渡欧してカルチョ・カターニアの下部組織に加入した。カターニアに在籍した5ヶ月間で好印象を残したことで、欧州中の強豪クラブから関心を寄せられ、2020年1月にインテルへ移った。
2022年7月11日、セリエBのカリアリ・カルチョにレンタル移籍した。
2023年1月24日、2024年6月までセリエAのACモンツァにレンタル移籍することが発表された。
2024年1月9日、モンツァへのレンタルを打ち切り、セリエBのテルナーナ・カルチョに6月までの半年間のレンタル移籍で加入した。
2024年7月12日、母国アルゼンチンのCAリーベル・プレートに買い取りオプション付きのレンタル移籍で加入した。しかし同月に監督のマルティン・デミチェリスが解任され、翌月にマルセロ・ガジャルドが新監督に就任すると、構想外となることが伝えられたため、わずか1か月ほどでレンタルを解消しイタリアに復帰。8月31日にセリエAのヴェネツィアFCに1年間のレンタル移籍で加入した。

## 代表経歴
U-18ではイタリアを選択したが、U-20からはアルゼンチンの世代別代表でキャリアを積んでおり、2022年5月にはアルゼンチン代表から初招集された。

## 人物
父親はレッドブル・ザルツブルクやカルチョ・カターニアでプレーしたエセキエル・カルボーニ。自身の2歳下の弟であるバレンティン・カルボーニも同じくインテルの下部組織出身のサッカー選手である。